# Луна 1964Б
Луна 1964Б (също Луна Е-6 № 5) е петият съветски опит за изстрелване на сонда към Луната, която да се превърне в първия меко кацнал на планетата апарат. Поради проблем с ракетата-носител сондата не излиза в орбита.

## Полет
Стартът е даден на 20 април 1964 г. от космодрума Байконур в Казахска ССР с ракета-носител „Молния“. 340 секунди след старта се поврежда системата за захранване с гориво на втората степен, което довежда до спиране на двигателя преди да достигне орбита. Втората степен и апарата се разпадат малко след това при навлизането в атмосферата на Земята.